# ليونارد وودز
ليونارد وودز (بالإنجليزية: Leonard Woods)‏ هو كاهن وبروفيسور أمريكي، ولد في 19 يونيو 1774، وتوفي في 24 أغسطس 1854.